# Edmond Maillet
Edmond Théodore Maillet (1865-1938) est un mathématicien français spécialiste en théorie des nombres et en mécanique.

## Éléments biographiques

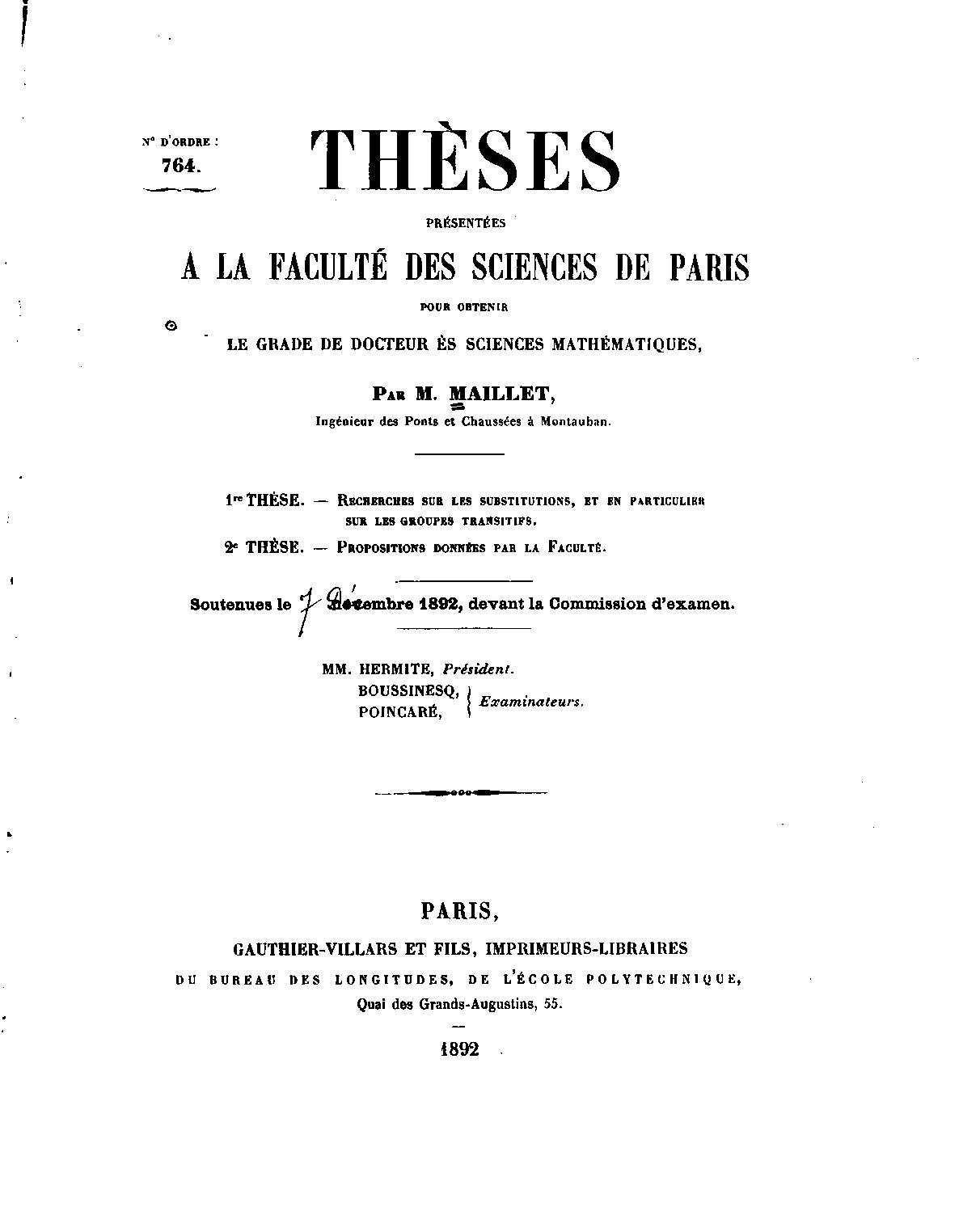
Page titre de la thèse d'Edmond Maillet.

Ingénieur du corps des Ponts et Chaussées, Maillet soutient en 1892 à la Sorbonne une thèse en théorie des groupes (Recherches sur les substitutions, et en particulier sur les groupes transitifs). Sur la base de ce travail, certains groupes de permutations sont appelés groupes de Maillet. De 1911 à 1928, Maillet est professeur d'analyse et de mécanique à l'École nationale des ponts et chaussées.
Maillet est un des rares mathématiciens français du XIXe siècle travaillant en théorie algébrique des nombres : il est le seul mathématicien français, en dehors de Henri Poincaré, qui mentionne la théorie des idéaux d'Ernst Kummer.
Maillet s'est intéressé également aux applications du calcul des probabilités à la psychologie et à  l'hydrologie, notamment de la Seine et du Rhin. Ses  recherches d'hydraulique  souterraine  visaient à déterminer, à partir des données recueillies sur le premier semestre d'une année, les minimums de débit des sources d'un bassin hydrographique. Il est collaborateur à l'édition française de l'Enzyklopädie der mathematischen Wissenschaften, dans le domaine de la théorie des nombres.

## Prix et distinctions
En 1896, Maillet obtient le Grand prix des sciences mathématiques de l'Académie des sciences, en 1900 le prix Francœur et en 1912, le prix Poncelet. En 1918, il est président de la Société mathématique de France. Il est promu officier de la Légion d'honneur le 18 février 1929.

## Traités
- Introduction à la théorie des nombres transcendants et des propriétés arithmétiques des fonctions, Paris, Gauthier-Villars, 1906
- Mécanique et physique du globe, essais d'hydraulique souterraine et fluviale, Paris, Hermann, 1905
- Cours de mécanique professé à l'École des ponts-et-chaussées. Premier livre : Mécanique pure. Deuxième livre : Mécanique appliquée, Paris, Hermann, 1916